# Время цыган
«Время цыган» («Дом для повешения», серб. Дом за вешање, англ. Time of the Gypsies) — художественный фильм 1988 года британско-итальянско-югославского производства. Режиссёр — Эмир Кустурица.

## Сюжет
Перхан живёт в трущобах Скопье со своей любящей бабушкой Хатиджой, хромой сестрой Данирой и распутным дядей Мерджаном. Хатиджа обладает сверхъестественными способностями (в основном исцеление), а сам Перхан унаследовал некоторые слабые телекинетические способности. Он хочет жениться на девушке Азре, но её мать не допустит этого, поскольку Перхан — внебрачный сын словенского солдата, у которого был роман с покойной матерью Перхана. Ахмед, «цыганский барон», приезжает в деревню со своими братьями. Мерджан проигрывает свою одежду в карты братьям Ахмеда и приходит домой, отчаянно нуждаясь в деньгах, чтобы отдать долг. Идёт дождь, он не находит денег и обвиняет бабушку в том, что та прячет деньги от него. Мерджан поднимает каркас дома (используя верёвку и грузовик), чтобы он завис в воздухе, в результате под дождь попадает Перхан, бабушка и Данира. Вскоре после этого Хатиджу просят использовать свои силы для спасения больного сына Ахмеда Роберто, что Хатиджа и делает. В качестве оплаты она предлагает сделку Ахмеду, чтобы тот заплатил за лечение ноги Даниры в больнице в Любляне. Перхан едет с Данирой, обещая своей бабушке заботиться о сестре. Ахмед спрашивает, где они остановятся, и убеждает поехать в Милан. Сначала Перхан хочет честно зарабатывать деньги, но в итоге начинает воровать и прятать часть денег в лачуге.
После того, как брат Ахмеда Садам его обманул, Ахмед назначил Перхана главным. Теперь относительно богатый, Перхан едет домой, где приходит в ярость, узнав, что Азра беременна. Перхан отказывается верить, что это его ребёнок. Они заключают брак с условием, что Азра продаст ребёнка. Перхан также разочарован тем, что обещанный Ахмедом дом даже и не начали строить, и что Данире не сделали операцию, а заставили попрошайничать для Ахмеда. Во время брачной ночи Азра говорит Перхану, что ребенок его, и был зачат, когда они занимались любовью на праздник Святого Георгия. Всё ещё в свадебном платье, Азра умирает после рождения мальчика, при этом сама поднимается в воздух (признак того, что мальчик, унаследовавший дар, действительно сын Перхана). Поскольку Ахмед забирает ребёнка, которого также зовут Перхан, он же его и воспитывает.
После четырёх лет поисков Перхан воссоединяется с Данирой в Риме, которая приводит его к Перхану-младшему, которого Перхан теперь принимает как своего ребёнка. Перхан оставляет детей на вокзале, обещая встретиться с ними после покупки аккордеона для сына и подарка (губки) для бабушки. Мальчик говорит ему, что он зол на Перхана, потому что он не вернётся. Перхан уверяет, что вернётся, но немедленно убегает со станции, чтобы свести счёты с Ахмедом, который собирается жениться. Перхан прибывает на свадьбу и убивает Ахмеда вилкой, используя свои телекинетические способности. Он также убивает братьев Ахмеда, но его в свою очередь убивает новая жена Ахмеда. На похоронах бабушка раздаёт всем спиртное, Перхан-младший выходит из дома, смотрит через окно на своего мёртвого отца, разбивает стекло и крадёт золотые монеты с глаз отца. Мерджан замечает это и гонится за ним под дождём, ребёнок убегает, спрятавшись под картонной коробкой. Мерджан собирается догнать его, но передумывает, останавливается и начинает бежать к ближайшей церкви.

## В ролях
- Давор Дуймович — Перхан
- Бора Тодорович — Ахмет
- Любица Аджович[серб.] — Бабушка Перхана
- Хусния Хасимович — Мерджан (дядя Перхана)
- Синоличка Трпкова — Азра
- Забит Мемедов — Забит (сосед Перхана)
- Эльвира Сали — Данира (сестра Перхана)
- Суада Каришик — Джамила
- Айнур Реджепи — Сын Перхана
- Седрие Халим — Мать Азры

## Съёмочная группа
- Режиссёр — Эмир Кустурица
- Продюсеры — Мирза Пашич, Харри Зальтцман
- Авторы сценария — Эмир Кустурица, Гордан Михич
- Композитор — Горан Брегович
- Оператор — Вилько Филач
- Художник — Милен Крека Клякович
- Монтаж — Андрея Зафранович
- Художник по костюмам — Мирджана Остойич

Оригинальное название фильма — «Dom za vešanje» — переводится как «Дом для повешения», однако за границами бывшей Югославии фильм больше известен как «Время цыган» (название было изменено прокатчиками из маркетинговых соображений).

## Саундтрек
1. Горан Брегович — Ederlezi (Scena Durdevdana na)
2. Горан Брегович — Scena Pojavljivanja majke
3. Горан Брегович — Scena Perhanove pogibije
4. Горан Брегович — Kustino oro
5. Горан Брегович — Borino Oro
6. Горан Брегович — Glavna Tema
7. Горан Брегович — Tango
8. Горан Брегович — Pjesma
9. Горан Брегович — Talijanska
10. Горан Брегович — Ederlezi

Одна из центральных музыкальных тем фильма – народная цыганская песня «Ederlezi Avela» присутствует в альбоме только в виде авторской психоделической инструментальной композиции «Scena Pojavljivanja majke». В самом фильме она также присутствует как песня таковая (сцена отъезда Перхана и Даниры, сцена кутящего в кабаке Перхана).

## Награды
- 1991 — Премия «Золотой Жук» национальной киноакадемии Швеции за лучший иностранный фильм.
- 1989 — Приз за лучшую режиссуру (Каннский кинофестиваль) Эмир Кустурица